# Делта (Колорадо)
Делта (енгл. Delta) град је у америчкој савезној држави Колорадо.

## Демографија
По попису из 2010. године број становника је 8.915, што је 2.515 (39,3%) становника више него 2000. године.
| Група             | 2000.         | 2010.         |
| Белци             | 4.820 (75,3%) | 6.340 (71,1%) |
| Афроамериканци    | 13 (0,2%)     | 23 (0,3%)     |
| Азијати           | 25 (0,4%)     | 60 (0,7%)     |
| Хиспаноамериканци | 1.442 (22,5%) | 2.327 (26,1%) |
| Укупно            | 6.400         | 8.915         |